# Торхово (село, Тульская область)
Торхово — село в Тульской области России. 
В рамках организации местного самоуправления входит в городской округ город Тула, в рамках административно-территориального устройства — в Торховский сельский округ Ленинского района Тульской области.

## География
Расположено в 16 км к северо-востоку от областного центра, города Тула (по прямой от Тульского кремля), на автомобильной трассе Р-132, на участке Тула — Венёв.
На западе примыкает к посёлку Торхово.

## История
В XVIII веке село принадлежало графине Анне Даниловне Девиер, супруге генерал-полицеймейстера Санкт-Петербурга графа Антона Мануйловича Девиера и родной сестре светлейшего князя Александра Даниловича Меншикова, затем её детям и внукам.
До 1990-х гг. село входило в Торховский сельский Совет. В 1997 году стало частью Торховского сельского округа Ленинского района Тульской области. 
В рамках организации местного самоуправления с 2006 до 2014 гг. включалось в Медвенское сельское поселение Ленинского района, с 2015 года входит в Пролетарский территориальный округ в рамках городского округа город Тула.

## Население
| 2002 | 2010 |
| ---- | ---- |
| 70   | ↗74  |